# Ymeldia janae
Ymeldia janae är en fjärilsart som beskrevs av Ronald W. Hodges 1965. Ymeldia janae ingår i släktet Ymeldia och familjen praktmalar, Oecophoridae. Inga underarter finns listade i Catalogue of Life.